# Sarpugerði
Sarpugerði er et stadion i Norðragøta på Færøerne. Det anvendes hovedsageligt til fodboldkampe og er hjemmebane for Víkingur Gøta. Det har en kapacitet på 1.600 personer (440 siddepladser).